# Erin Chambers
Erin Chambers (Portland, Oregón, 24 de septiembre de 1979) es una actriz estadounidense, conocida normalmente por sus papeles en películas SUD. Ha sido invitada en numerosas series de televisión. Erin está licenciada en BFA por parte de la Universidad Brigham Young. Es miembro de la La Iglesia de Jesucristo de los Santos de los Últimos Días y está casada con Carson McKay desde el año 2002.

## Filmografía
Chambers ha participado en numerosos papeles de televisión, entre los que destacan Drake & Josh, Urgencias, Veronica Mars, Joan de Arcadia, Stargate Atlantis, CSI, CSI: Nueva York, Bones y Standoff.
Ha protagonizado el principal papel femenino en la película The Singles 2nd Ward.
También compartió protagonismo en la película de Disney Channel, Don´t Look Under the Bed.
Destacó igualmente en la película del 2007, Heber Holiday, junto con Torrey DeVitto.
Chambers protagonizó en el año 2008 la película SUD The Errand of Angels, la historia de una misionera que sirve en Austria, en donde tiene que hacer frente a una cultura diferente y al estilo de vida misional, destacando su difícil relación con una compañera de misión.